# Kip (Einheit in Malakka)
Der Kip war eine Gewichtseinheit für Zinn in Malakka (im heutigen Malaysia) auf der gleichnamigen früher unter britischer Hoheit gestandener Halbinsel.
- 1 Kip = 15 Bedoors = 30 Tampangs/Tompongs = 18,453 Kilogramm
- 1 Bahar = 8 Kips = 120 Bedoors = 240 Kokers = 147,65 Kilogramm
- 1 Bahar/Behar = 240 Tampangs/Tompongs = 324 Pfund (avoirdupois)[1]